# Даллас (округ, Техас)
Шаблон:StateAbbr_ 32°46′ пн. ш. 96°47′ зх. д. / 32.77° пн. ш. 96.78° зх. д.
Округ Даллас (англ. Dallas County) — округ (графство) у штаті Техас, США. Ідентифікатор округу 48113.

## Історія
Округ утворений 1846 року.

## Демографія
За даними перепису 2000 року загальне населення округу становило 2218899 осіб, зокрема міського населення було 2199346, а сільського — 19553. Серед мешканців округу чоловіків було 1108200, а жінок — 1110699. В окрузі було 807621 домогосподарство, 533613 родин, які мешкали в 854119 будинках. Середній розмір родини становив 3,34.
Віковий розподіл населення поданий у таблиці:
| Стать    | До 15 років | 15-21  | 22-29  | 30-39  | 40-49  | 50-65  | 65-85 | Понад 85 |
| -------- | ----------- | ------ | ------ | ------ | ------ | ------ | ----- | -------- |
| Чоловіки | 266550      | 119054 | 162058 | 199631 | 158764 | 131182 | 65541 | 5420     |
| Жінки    | 256189      | 106377 | 151439 | 186047 | 159258 | 143478 | 92977 | 14934    |

## Суміжні округи
- Коллін — північ
- Рокволл — схід
- Кофман — південний схід
- Елліс — південь
- Джонсон — південний захід
- Таррант — захід
- Дентон — північний захід

## Виноски
1. ↑  http://www.tshaonline.org/handbook/online/articles/hcd02
2. ↑  U.S. Decennial Census. Census.gov. Архів оригіналу за 26 квітня 2015. Процитовано 30 травня 2019.
3. ↑  State & County QuickFacts. United States Census Bureau. Архів оригіналу за 24 червня 2011. Процитовано 10 грудня 2013.(англ.) Наведено за англійською вікіпедією.
4. ↑  American FactFinder. Бюро перепису населення США. Архів оригіналу за 21 травня 2008. Процитовано 31 січня 2008.

| США | Це незавершена стаття з географії США. Ви можете допомогти проєкту, виправивши або дописавши її. |